# São José do Piauí
São José do Piauí is een gemeente in de Braziliaanse deelstaat Piauí. De gemeente telt 7.028 inwoners (schatting 2009).